# Мостє (Лендава)
Мостє (словен. Mostje) — поселення в общині Лендава, Помурський регіон, Словенія. Висота над рівнем моря: 163,8 м.